# 平野千恵子
平野 千恵子（ひらの ちえこ、1878年〈明治11年〉5月4日 - 1939年〈昭和14年〉4月4日）はボストン美術館参考図書室の司書兼中国・日本美術の特別研究員であり、浮世絵の研究で知られている。幼い頃から学問好きで、学校教育以外にも日本画、和歌、琴、華道などの日本文化を熱心に学び、また海軍軍人で海外出張が多かった父、平野為信の影響を受けて海外に興味を持った。津田梅子の女子英学塾を卒業し、1914年にはボストンのシモンズカレッジに留学して図書館学を専攻し、卒業後の1916年、ボストン美術館に司書として就職する。
ボストン美術館では司書の業務の傍ら浮世絵研究を行い、中でも1920年から20年近くにわたって鳥居清長の研究に熱心に取り組む。1939年にハーバード大学出版局から刊行されたKiyonaga:A Study of his Life and Works、そして1944年に日本語訳されて出版した『鳥居清長の生涯と芸術』は、鳥居清長研究の中でも重要な文献のひとつとして評価されている。

## 生涯

### 幼少期から修学まで

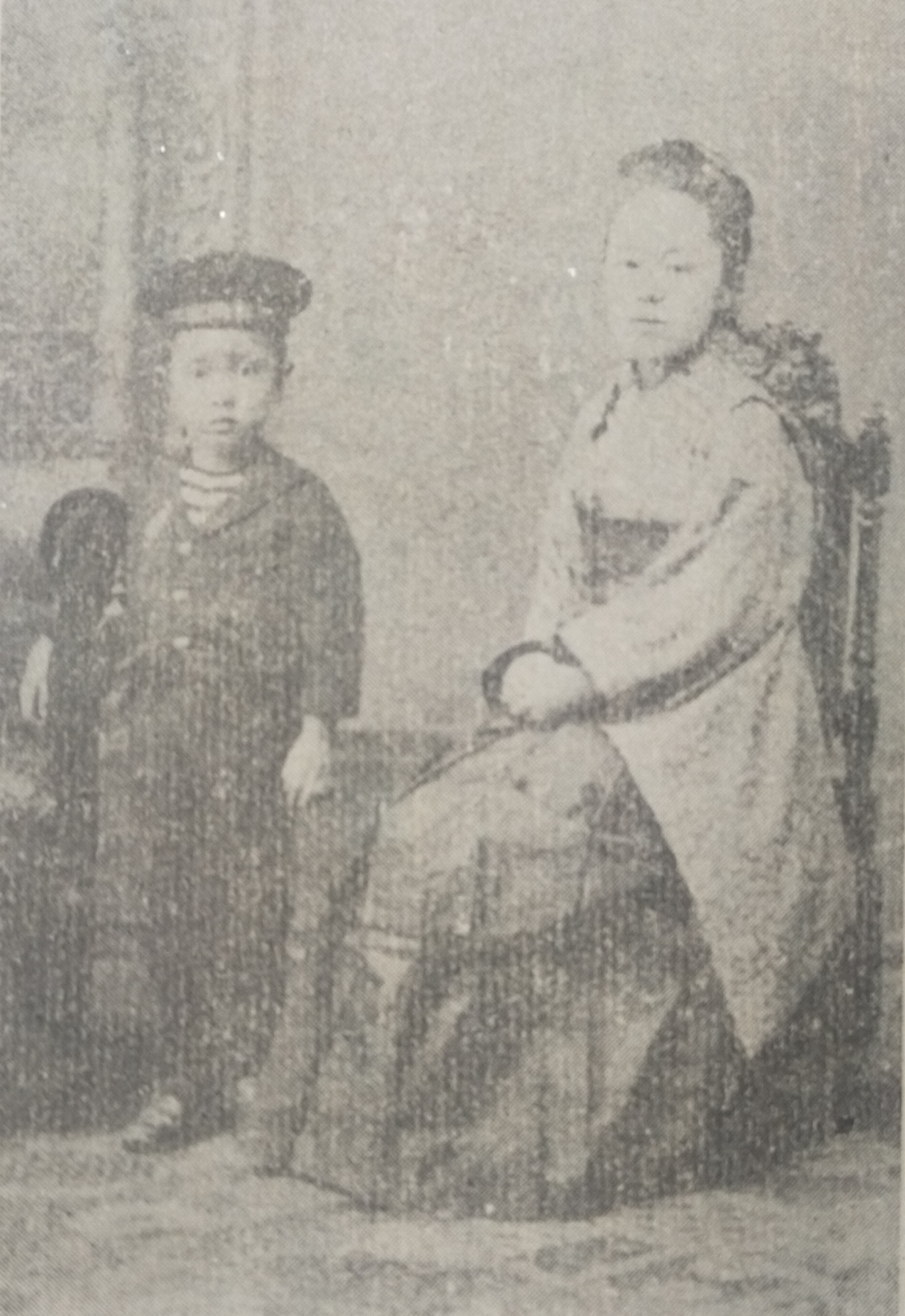
幼少期の平野千恵子と弟の平野珪蔵

平野千恵子は1878年（明治11年）5月4日に、東京府飯田町1丁目の母方の祖父である澤簡徳の家で生まれた。澤簡徳は旧幕臣であり、明治維新後は若松県令などを務めた。平野千恵子の父、平野為信は新潟県北蒲原郡村松浜（現胎内市）の出身で、維新後は海軍軍人を志してイギリスに留学し、1876年（明治9年）に帰国した後に澤簡徳の娘と婚姻し、長女として平野千恵子、その後3人の弟が生まれた。父、平野為信は海軍軍人として洋上勤務が多く、家を空けることが多かったため、幼少時の千恵子は祖父宅で暮らす時間が長くなった。澤簡徳の妻、つまり千恵子の祖母は明治維新前後の混乱期にリュウマチを患い不自由な生活を送っていたが、旧幕臣の妻として様々な教養を身に着けていた祖母は家にこもりがちな生活の中、千恵子が3歳になった頃から読み書きなどを教えてみた。すると優れた記憶力を見せたため、四書五経などの漢籍を始めとする様々な学問を教えるようになった。千恵子の幼少期の東京は明治維新からまだ間がなく、江戸時代の町人文化の雰囲気が色濃く残っていた。このような幼少時の生育環境は千恵子に浮世絵など江戸文化への親近感を持つことに繋がったと考えられる。また千恵子の父、平野為信は海軍軍人として世界各地を訪れていた。父から世界各地の写真を見せられた千恵子は海外への憧れを抱くようになった。
1883年（明治16年）、平野為信の一家は海軍関連の勤務地の近くに引っ越すことになり、当時は芝公園内にあった花岳院境内に転居した。新居の近くには江戸時代からの寺子屋の伝統を引き継ぐ文友学舎という私塾があり、千恵子は文友学舎でいとこたちと共に勉学に励んだ。その後千恵子が9歳の頃に一家は麻布に転居し、ここで初めて麻布小学校に通学して正規の学校教育を受けることになった。麻布小学校入学時、千恵子は珠算に関しては未履修であったが高等小学校に入学することになった。1890年（明治23年）、数え年で13歳の千恵子は麻布小学校を卒業し、華族女学校の初等中学科に進学した。学業優秀であった千恵子は1895年（明治28年）、飛び級をして華族女学校の初等中学科、高等中学科の6年の課程を5年で卒業した。千恵子は華族女学校以外にも祖父澤簡徳の友人であった滝和亭から日本画、小野鵞堂から書道を学び、和歌や華道、琴も学んだ。勝気な性分の千恵子はいずれも真剣に取り組んだが、千恵子の弟、平野珪蔵はあまりに詰め込み学習をし過ぎたために健康を害し、身体的な発育にとってもマイナスとなって後年まで健康に悪影響を及ぼすことになったとしている。また華族女学校の同窓生も千恵子はしばしば喉を傷めていて、よく真綿で喉を巻きながら登校していたとの思い出を語っている。
華族女学校卒業後も千恵子は勉学の継続を願い、まず女子国文学会に参加して関根正直、落合直文、池辺義象、佐佐木信綱らから国文学を学んだ。その後女子国文学会の諸学者らの勧めにより、女子高等師範学校国語漢文専修科に入学した。女子国文学会、女子高等師範学校で千恵子は主に江戸文学が専門の関根正直の教えを受けた。もともとの生育環境からの影響に加えて関根からの指導を受けて、千恵子は江戸文学研究に没頭した。これは後の浮世絵研究に生かされていくことになる。女子高等師範学校国語漢文専修科修了後、千恵子は更に津田梅子の女子英学塾に入学し、1907年（明治40年）に卒業した。

### アメリカ留学
1907年（明治40年）6月23日、千恵子の父、平野為信が亡くなった。3人の弟たちはまだ学業半ばであり、一家を支えるために千恵子は東京府女子師範学校、東京府立第二高等女学校で教鞭をとることになった。千恵子としては教師よりも学問研究の継続と留学の希望が強かったものの、弟たちの学業の他に母が病床に就くようになったため、教師を続けざるを得なかった。1912年（明治45年）3月14日、千恵子の母は亡くなった。その後はしばらく末弟と二人で暮らしていたが、女子英学塾時代の師である津田梅子とアナ・ハーツホンの支援により、1914年（大正3年）にアメリカに留学することになった。
平野千恵子はボストンのシモンズカレッジに留学して図書館学を専攻する。アメリカ留学中、千恵子が親しく交際した人物の一人に保井コノがいる。千恵子と保井は留学以前から知り合いであったが、保井コノの在米中はともに勉学に励みながらもしばしば往来して親交を深めていた。1916年（大正5年）、シモンズカレッジを卒業した千恵子は卒業後の身の振り方をあれこれと考えていたところ、ボストン美術館中国・日本部の助手として採用されることになった。

### ボストン美術館

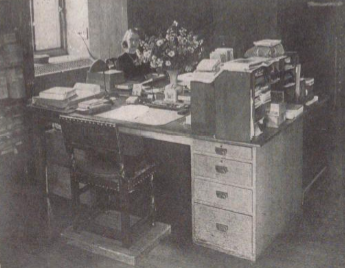
ボストン美術館での平野千恵子の机

1870年代後半から1880年代にかけて、ボストン美術館には多くの東洋美術が寄贈された。そのような中で1890年にアーネスト・フェノロサが新設の日本部の部長となった。当時のボストン美術館にはフェノロサ以外にもエドワード・シルヴェスター・モース、ウィリアム・スタージス・ビゲロー、チャールズ・G・ウェルトらによる質量ともに充実した日本美術のコレクションが形成されつつあった。その後も中国・日本部の部長となった岡倉天心や、デンマーン・ウォルドー・ロスらによってコレクションは更に質量ともに充実していった。しかし平野千恵子が採用された1916年の時点で、コレクションのカタログ作成や体系立った研究はほぼ未着手状態であった。その上、岡倉天心は毎年約1000ドルの予算を得て、旧唐書、宋書などといった中国の古典籍や日本の古典籍を蒐集しており、それらもまた未整理なままであった。日本文学や漢籍に精通し、アメリカで図書館学を修めた千恵子は、日本や中国など東アジア関連の文献整理、管理にはうってつけの人材であった。千恵子は司書としてボストン美術館が収集した日本や中国の文献のカタログ作成に大きな役割を果たし、この文献カタログはボストン美術館のコレクションに必要不可欠なものとなった。
千恵子はボストン美術館では若い職員たちの面倒をよく見て、グランドマザーと呼ばれ親しまれていた。浮世絵の研究で知られることになるロバート・T・ペイン2世も千恵子のことをグランドマザーと呼び、敬愛していた。また美術館に出入りするアメリカ人学生らに日本文学の文法を教えたり着物の着付けを行ったりもした。また平野千恵子がボストン美術館に勤務している時期に、美術館を訪れた日本人の多くが千恵子の世話になった。千恵子はボストン美術館の館長から高い信頼を得て、またエドワード・シルヴェスター・モースの指導によって千恵子の仕事や学究内容がより向上していった。
しかしボストン美術館での平野千恵子の待遇は必ずしも恵まれたものではなかった。ウィリアム・スタージス・ビゲローは、1923年に美術館の館長あてに平野千恵子の過少な報酬を補うための小切手の送付について手紙を送っている。手紙の中でビゲローは千恵子が引き抜きに会うことを恐れていて、全米の中でも最も優秀である中国・日本美術部スタッフの引き抜きを何としても防ぐという決意を述べている。事実、弟、平野珪蔵の回想によればボストン美術館の待遇に不満を抱いた千恵子は、ワシントンのアメリカ議会図書館から招請を受けた際に、転職を真剣に考えたこともあったが、後述の鳥居清長研究の継続を優先してボストン美術館に留まることを決断した。

### 在米日本人女性として
平野千恵子は女子英学塾卒業後、卒業生として母校に積極的に関わった。女子英学塾同窓会誌『会報』にはしばしば千恵子の近況報告が掲載され、訪米した同窓生への援助を行った。また1923年の関東大震災後の女子英学塾再建に関しては、復興資金調達のため渡米したアナ・ハーツホンがアメリカで設立した救済委員会で中心的メンバーとして活躍し、復興資金調達に大きな役割を果たした。また千恵子個人としても多額の再建資金を寄付した。また再建後の津田英学塾の図書室に千恵子は英米の著名文化人の肖像画と仏画を寄付している。また千恵子は『女性日本人』などの一般雑誌に在外日本人として論説を投稿した。

### 浮世絵研究と鳥居清長

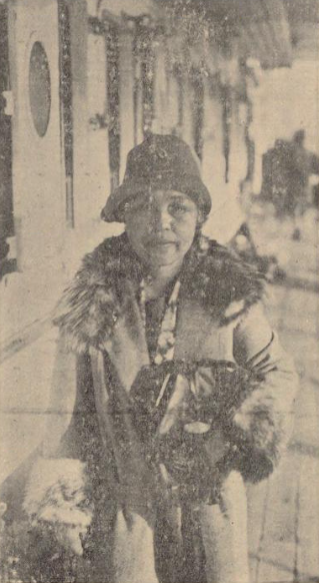
1928年に帰国した平野千恵子

平野千恵子の手腕が生かされた分野が浮世絵だった。1920年代以降、浮世絵研究とカタログ作成の職務を担うようになり、ボストン美術館における浮世絵に関する基礎研究の土台を作り上げた。また千恵子は浮世絵の研究者たちと盛んに書簡を交換し、研究上の疑問に答えたりするようになった。そのような中で千恵子は浮世絵研究の権威となっていき、ボストン美術館は浮世絵研究の世界的拠点の一つとなってアメリカ国内はもとより、ヨーロッパ、日本からも研究者が訪れるようになった。そして1935年にはボストン美術館の中国・日本美術の特別研究員（Follow for Research）に任命される。
平野千恵子が浮世絵研究を行うようになった理由としては、まず前述のように浮世絵を育んだ江戸の町人文化が濃厚に残る中で幼少期を過ごしたことが挙げられる。また千恵子の境遇も大きな要因となった。千恵子の上司であった中国・日本部のロッジ部長は、管理者としては有能であったものの東洋美術の専門家ではなかった。ロッジの研究業績の多くは千恵子の基礎的調査をもとに挙げられたものであり、論文によっては千恵子による加筆修正がなされており、また千恵子の調査内容をそのまま論文にしたのにもかかわらず、千恵子の名が全く出されない状況に大きな不満を持ち、自分の著書を出していかねばならないと決意したためであった。
日本国内で平野千恵子が浮世絵の研究家として知られるのは、1919年（大正8年）に刊行された雑誌「浮世絵」誌上において、歌川豊国についての研究を発表したのが最初であった。その後1920年（大正9年）からは鳥居清長の研究に没頭していくことになる。研究対象として鳥居清長を選んだ理由としては、ボストン美術館には数多くの鳥居清長の浮世絵作品が所蔵されていたという点と、そして千恵子自身が鳥居清長の浮世絵に傾倒していた点が挙げられる。千恵子は1922年（大正11年）には約半年の休暇を得てヨーロッパ諸国を回り、鳥居清長関連の資料を集めた。その後、1924年（大正14年）には二度目の訪欧を行ってやはり鳥居清長関連の資料を集め、1927年（昭和2年）からは14か月をかけてヨーロッパ、日本など東アジアを回って資料集めを行った。その後1929年（昭和4年）にも日本に帰国して、調査と資料収集を進めた。欧米、日本での資料集めとともに浮世絵の研究には不可欠である芝居の研究を進め、ボストン美術館所蔵の文献や資料の整理分類を行った。
1932年（昭和7年）には鳥居清長研究がおおよそまとまった形に仕上がり、図版も整えられて出版も計画された。しかし千恵子はまだ完成度に満足せず、調査蒐集を続行し、1933年（昭和8年）に日本に帰国して調査を進め、翌1934年（昭和9年）にはドイツ、オランダ、フランス、イギリスの鳥居清長コレクションを調査した。1935年（昭和10年）、東京高島屋（現・高島屋日本橋店）で鳥居清長の特別展が開催された。この展覧会に出品された清長の浮世絵、中でも肉筆浮世絵に未記載のものがあり、新たに制作中の著書の章を付け加えるとともに図版の追加を行った。

### 著書の刊行と死
1939年（昭和14年）2月、ハーバード大学出版局からKiyonaga:A Study of his Life and Worksが刊行された。部数は300部、ページ数は545ページ、コロタイプによる図版は日本の大塚巧藝社製作で、肉筆画24点、版画1071点、絵本、番付等が290点収録された。そして鳥居清長の代表作8作を渡辺庄三郎による複製色彩木版画で収録した。
平野千恵子はもともと健康に恵まれていた方ではなく、本人によれば2年に一回くらいの割合で少し面倒な病気にかかっていた。Kiyonaga:A Study of his Life and Works出版前頃には健康状態の悪化によりしばしば療養を強いられるようになっていた。千恵子自身もう大著を書く余命は無いので、小さくともまだ手の付けられていない研究を行って少しづつでも発表したいと考えていて、仕事は満65歳になって年金が受給できるようになったら引退したいと考えていた。しかし千恵子にはその前にぜひやりたい大仕事があった。Kiyonaga:A Study of his Life and Worksの日本語版の刊行である。千恵子は渡辺庄三郎宛の手紙の中で以下のような決意を述べている。
日本語版刊行のために1年間の休暇を貰った千恵子はアメリカから帰国し、1939年（昭和14年）3月16日、横浜港に到着した。帰国後、千恵子は出版社で日本語版刊行のための簡単な打ち合わせを済ませた後、3月25日から甥姪たちとともに伊豆山を経て古美術鑑賞のために奈良へと向かった。早春の奈良の寒さの中、千恵子は風邪に罹ったがそのまま旅行を続けて京都へと向かったところ、風邪をこじらせて肺炎となり、4月4日に入院先の京都帝国大学医学部附属病院で亡くなった。

## 死後

### 顕彰
平野千恵子の死後、ボストン美術館の紀要に千恵子の同僚であった富田幸次郎が追悼文を寄せた。そして千恵子の長年にわたる貢献を記念して数か月の間、鳥居清長の作品を中心とした浮世絵の特別展示を行った。日本では1939年（昭和14年）10月21日に浮世絵同好会主催の追悼講演会が催され、浮世絵同好会は機関誌の『浮世絵界』誌上で、一周忌にあたる1940年（昭和15年）4月号を平野千恵子追悼号とした。

### 鳥居清長の生涯と芸術の刊行
平野千恵子が亡くなった時点で、日本語版は鳥居清長の伝記部分については完成していたがボストン美術館の千恵子の机の引き出しにしまわれていた。一方、残りの部分は日本帰国時に持参していたものの、いったん完成していた草稿のいたるところに加筆訂正がなされていて、特に第1章の緒論と第3章の版画作品の部分は数回にわたって書き換えがされた状態のままの未完状態であった。ボストンにあった原稿は、ボストン美術館での勤務経験があり千恵子からの支援を受けた経歴がある粟野頼之祐が日本に持ち帰った。未完成部分に関しては結局、日本語版は千恵子が遺した草稿をベースとして英語版をもとに加筆を行うことになり、渡辺庄三郎、井上和雄らの手によってまとめられた。
しかし浮世絵の研究書は戦時中の情勢下では出版が困難であった。親族や関係者が出版社に掛け合ってみてもなかなか話がまとまらず、ようやく決まりかけた出版社も時節柄出版困難との理由で出版延期となった。結局、1943年（昭和18年）10月初旬に、戦時下の状況であるからこそ日本文化の大きな遺産を残し、後世に伝えていく意味があると判断した味灯書屋が引き受けることとなった。出版形態としては論文部分と図版の出版を分離することとなり、まずは論文部分を先行させることとなった。しかし戦時中であるため用紙不足、印刷と製販技術の低下は否めなかった。また日本出版会と、情報局から出版許可を得るための交渉も行われた。『鳥居清長の生涯と芸術』は、1944年（昭和19年）4月に刊行された。味灯書屋は引き続き画集の出版を目指した。1945年（昭和20年）の終戦後に印刷済のコロタイプの図版と木版画を編集者の疎開先であった埼玉県の高麗村に集め、10月には『鳥居清長画集』が出版された。これは終戦の年に発行された唯一の浮世絵画集であった。

## 人物

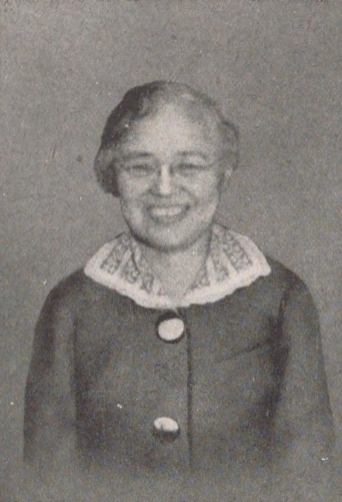
平野千恵子

千恵子は学問的なことでは頑固であり、なかなか自説を曲げることがなかった。保井コノは研究心が盛んで才気煥発であり、他人のアラが見えてしまい気も強く、ちょっと思い上がっている面もあり、これが日本での活躍に障害となったとしている。肩書で乏しい学識を補おうとする人物を最も嫌い、人格高潔でしっかりとした学識を持つ学者に対して尊敬の念を持ち、内藤湖南らを尊敬していた。またリンカーン大統領のことを尊敬しており、昨今はリンカーンのような人格高潔かつ識見のある政治家がいないとよく嘆いていた。仕事上のことでは同僚や後輩が難題にぶつかった際には適切な助言を惜しまなかったが、一方で仕事内容が中途半端であった際には厳しかった。そして長年アメリカで暮らし、ボストン美術館で勤務していていたが、思想的には愛国心の強い日本主義者であり、西洋文明の長所は理解しながらも心酔することはなかった。
私生活では一生独身を通した。幼少時から学んだ書や絵画に堪能であり、料理や裁縫も巧みであった。また音楽好きであり、ボストン在住時代は良いコンサートがある際にはチケットを入手するために朝早くから並んだりもした。
弟の平野珪蔵は横浜正金銀行に就職し、海外勤務も多く、千恵子のヨーロッパでの鳥居清長の資料探しの際には、海外勤務中の珪蔵の家を拠点としたこともあった。末の弟の平野真三は東京市政調査会の総務部長を務めた。平野珪蔵と平野真三はともに姉の遺志を継いで、『鳥居清長の生涯と芸術』の刊行実現に尽力した。

## 評価と影響
平野千恵子の弟である平野珪蔵は、千恵子が「常に自分が男として生を享けたならば、もっともっと大きな研究を成し遂げられたと思ふが女として生まれ、しかも時代が早すぎたことが残念だ」と言い続けていたと回想しており、日本での研学の機会に恵まれなかったことが残念だと述べている。また保井コノは追悼文の中で
と述べている。

### 鳥居清長研究
美術史家の藤懸静也は、Kiyonaga:A Study of his Life and Worksは日本文学と漢文に造詣が深く、しかも図書館学を修めたことによって高い資料整理の技術を得て、世界一の浮世絵コレクションを持つボストン美術館に在籍していた平野千恵子でなければ出来なかった業績であり、永遠に平野千恵子が生きる世界的な出版であると称賛している。また藤懸は書や絵画の素養も研究に大きなプラスであったとしている。ボストン美術館のマニー・L・ヒックマンは、Kiyonaga:A Study of his Life and Worksは鳥居清長の画業を体系的に分類することを目指したもので、作品の構図の理解にとどまらず、作者清長の創造的才能を解明することを目的として、作品を正確に分析したうえで比較検討を行い、理論立てて整理したものであると評価している。また千恵子の研究は浮世絵師の研究家にとって理想に近い模範であり、Kiyonaga:A Study of his Life and Worksは浮世絵研究において新たな基準を打ち立てたものであり、清長の研究者にとって必読文献であると称賛している。また美術史家の山口桂三郎は、平野千恵子は鳥居清長の研究において最も顕著な業績を挙げ、清長を研究する者全てに何らかの影響を与えているとしている。また山口は学問的水準は言うまでもなく、外国在住の女性が成し遂げた研究としても高く評価している。浮世絵の研究で知られる美術史家の浅野秀剛は、『鳥居清長の生涯と芸術』による作品の推定制作年は出版後70年近くを経過した2007年4月の時点までに、その推定が決定的に覆ったことは無く、平野千恵子の年代推定の正確さ、そして推定を導き出した作品の様式把握が的確であることに舌を巻かざるを得ないとしている。
浮世絵研究家の吉田暎二は、文字通り全世界を股にかけて集めた膨大な資料をもとに行われた研究の集大成である平野千恵子の著作は、それ以後のいかなる鳥居清長研究も千恵子の研究の一部分にすぎないと述べている。その上で吉田は自己の研究書に春画である『色道十二番』、『袖の巻』を紹介し、清長芸術の全貌と真価を紹介しているとしている。平野千恵子の英語版、日本語版の著作ともに春画の紹介は無く、千恵子は未婚女性であったため春画を見せるコレクターが居らず、千恵子自身も見せるようにコレクターに要求する勇気もなかったとの話が伝わっている。また、鳥居清長に春画の作品があること自体知らず、春画を制作していたことを信じていなかったとも言われている。

### 司書として
平野千恵子は1916年（大正5年）に日本図書館協会の会員となっている。1928年（昭和3年）の日本帰国時に神戸新聞の取材を受け、アメリカの図書館が充実していること、司書教育が進んでいて日本の比ではないこと、そして司書の仕事内容とその重要性について語っている。この神戸新聞の記事は日本図書館協会の雑誌、図書館雑誌に転載された。
大正時代にアメリカの学校で図書館学を学んだ日本人女性は、平野千恵子、二宮ケイ子、加藤花子の3名のみである。大正時代、日本国内で活躍していた司書は男性ばかりであり、昭和の戦前期になってようやく女性司書が登場するようになった。加藤花子はアメリカで図書館学を学んだ後、東京帝国大学附属図書館で関東大震災後の復興期に臨時職員として洋書の整理に当たったと考えられているが、図書館の復興後は現場を離れたものと見られている。二宮ケイ子はボストンで図書館学を学んだ後、2年間ボストンの公立図書館で働いた後の消息は不明である。図書館学の研究家である宮崎真紀子は、アメリカで図書館学を学んだ平野らの活躍は、同時代に日本で図書館司書としての道を歩み出した女性たちにとって励みになったのではと指摘している。
二宮、加藤とは異なり、平野千恵子は最後までボストン美術館の司書を勤め上げ、優れた業績を挙げた。前述のようにアメリカにおける千恵子の待遇は万全なものではなかったが、当時の日本には千恵子のことを受け入れる場がなかったため、アメリカにとどまり続けることになったと考えられる。千恵子の人生は海外で活躍する日本文化に精通した「国際派日本女性」の草分け的な存在であった。